# Великодушие Сципиона

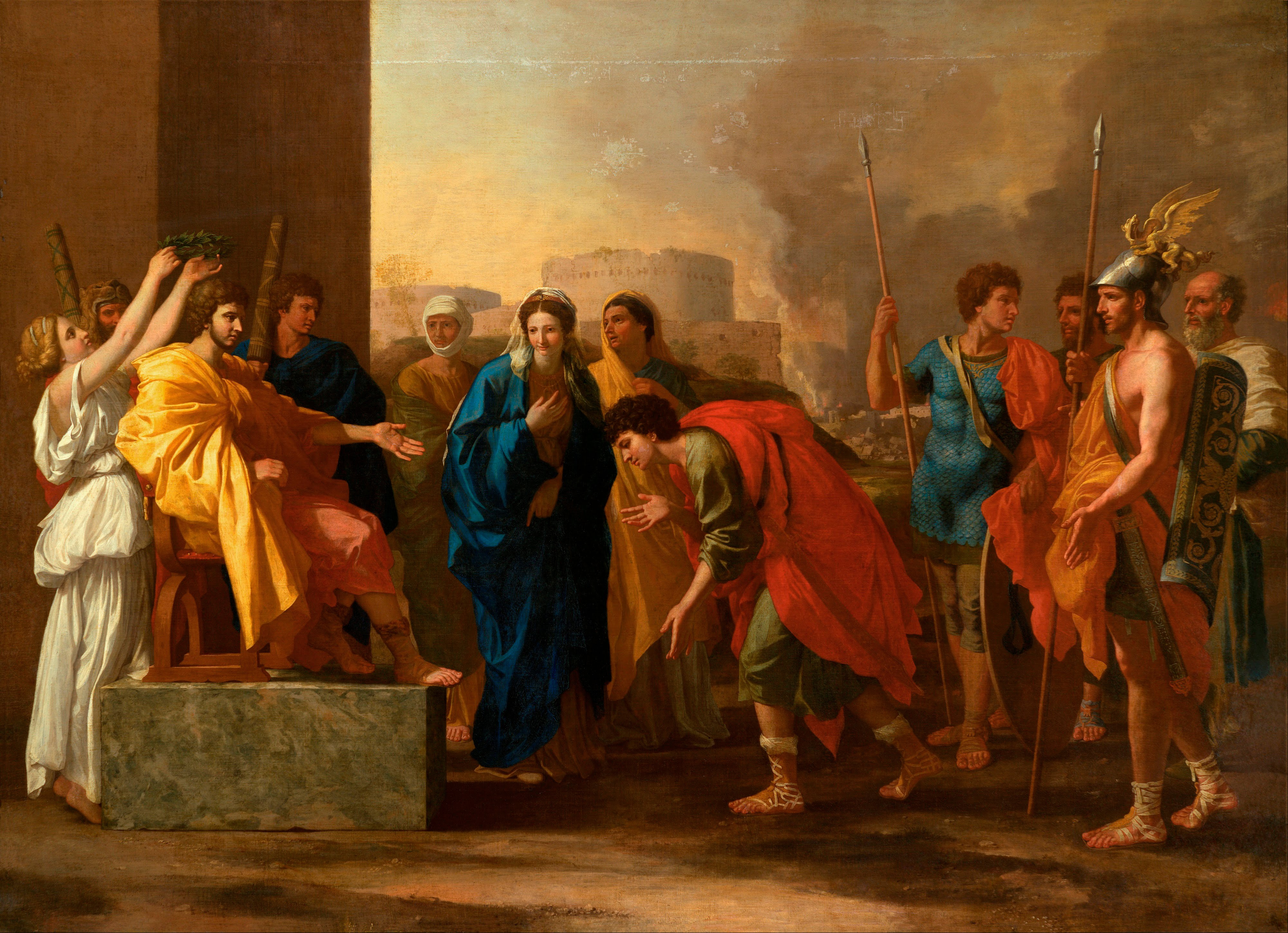
Никола Пуссен. Великодушие Сципиона. 1640. Пушкинский музей, Москва

Великодушие Сципиона (Воздержанность Сципиона, Щедрость Сципиона) — сюжет из древнеримской истории (Ливий, 26:50, Петрарка, «Африка», 4:375-388), часто встречающийся в западноевропейском искусстве, повествующий о благородном поступке Сципиона Африканского, проявленном к побежденному врагу во время Второй Пунической войны в 209 г. до н. э. после взятия Нового Карфагена (Испания).
После захвата города среди пленных нашлась одна красивая девушка. Солдаты привели её полководцу, однако Сципион, узнав, что она любит испанского вождя Аллуция, возвратил её жениху. Когда же родители девушки принесли за неё золото в качестве выкупа, он отдал его Аллуцию как приданое. В благодарность Аллуций во главе 1400 воинов своего племени присоединился к армии Сципиона.

## Живопись

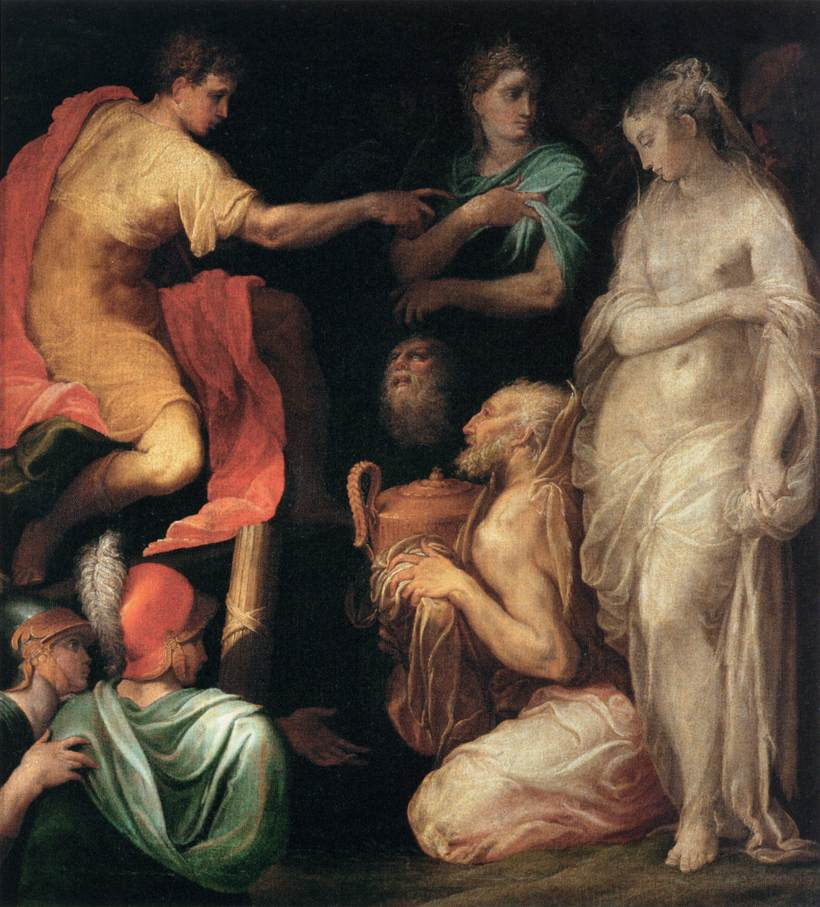
Никколо дель Аббате. Великодушие Сципиона. Ок. 1555. Лувр, Париж

Сюжет «Великодушие Сципиона» часто использовали художники эпохи Возрождения, маньеризма и классицизма: Бернардино Фунгаи, Джованни Беллини, Джошуа Рейнольдс, Никола Пуссен, Антонис Ван Дейк и многие другие.
Первые примеры, возникшие под несомненным влиянием Петрарки, можно найти в итальянской живописи XV века.
Картины на эту тему были посвящены «одной из важнейших проблем в эстетике классицизма — проблеме соотношения личного чувства и долга. (…) Сципион — образ справедливого и мудрого правителя, поступками которого движет сознание долга, его воля торжествует над страстями. Его поступок как бы иллюстрирует высказывание древних: „Гораздо проще разрушить город, чем победить самого себя“. Покорив [Новый] Карфаген, Сципион одерживает после этого ещё большую победу — победу над своими страстями».

### Другие великодушные поступки Сципиона
Само словосочетание «Великодушие Сципиона» употребляется и в общем контексте в античных источниках.
Так, Плутарх в одном из своих «Сравнительных жизнеописаний», посвященных Божественному Титу («Тит», 20-21), которого он сопоставляет с Ганнибалом, пишет:

Приводили в пример мягкость и великодушие Сципиона Африканского, особенно восхищаясь им за то, что, победив в Африке грозного и не знавшего ранее поражений Ганнибала, он не только не изгнал его из Карфагена и не потребовал у карфагенян его выдачи, а напротив, ещё до битвы встретившись с ним для переговоров, дружески приветствовал его, а после битвы, при заключении мира, ни в чём не унизил и не оскорбил врага, которому изменила удача.

Встречу Сципиона и Ганнибала накануне битвы при Заме изобразил Джулио Романо; по картинам последнего позже была создана целая серия гобеленов.
В живописи Нового времени тема благородства, связанная с этим персонажем, оказалась востребованной. Тьеполо написал масштабное полотно «Сципион освобождает Массиву», посвященное другому эпизоду великодушия полководца, когда он дает свободу племяннику Массиниссы (209 год до н. э.). А Энгр и другие французские классицисты обратили внимание на зеркальную историю о том, как Антиох III возвратил Сципиону его пленного сына Луция.

## Музыка

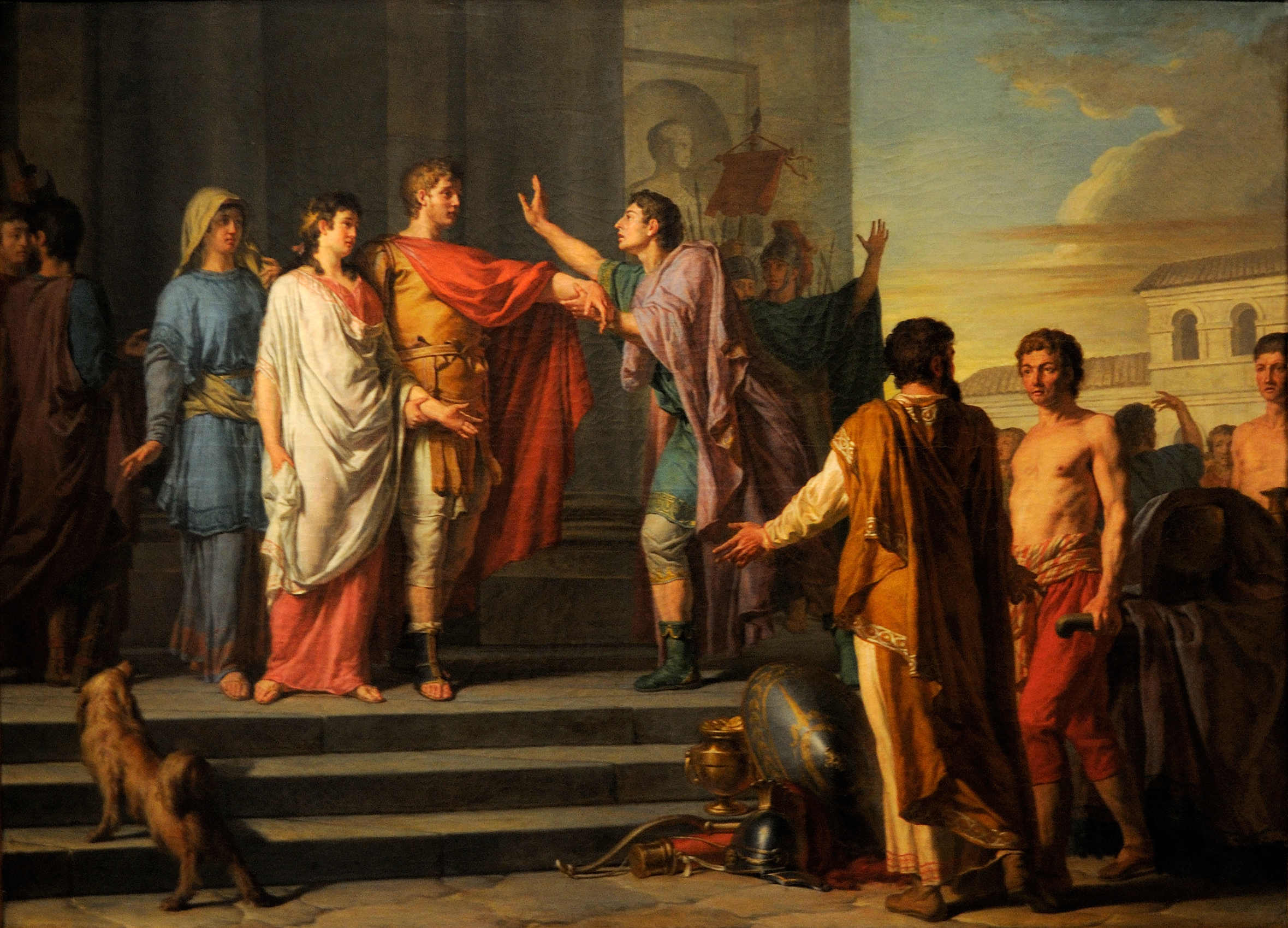
Николя-Ги Брене. Великодушие Сципиона". 1788. Музей изобразительного искусства, Страсбург

Между 1664 и 1815 годами было создано по меньшей мере девятнадцать опер, посвященных теме военных подвигов Сципиона в Испании, в том числе композиторами Франческо Кавалли (Scipione affricano), Алессандро Скарлатти, Томазо Альбинони (Scipione nelle Spagne), Генделем (Scipione), Джузеппе Фаринелли (Scipione in Cartagena).